# 凯尼维尔 (肯塔基州)
凯尼维尔（英語：Caneyville），是美国肯塔基州的一座城市。面积约为4.1平方公里（1.6平方英里）。根据2010年美国人口普查，该市的人口为608人。